# Kurt Teuscher
Kurt Teuscher (* 25. Mai 1921 in Radonitz/Böhmen; † 14. Dezember 2016 in Hof (Saale)) war ein deutscher Maler der Konkreten Kunst. Sein Weg führte über die Tätigkeit als Gebrauchsgrafiker zur flächenhaften Gestaltung. „Konkret“ heißt bei ihm klare und reine Gestaltung mit geometrisch strengem Bildaufbau, aber ohne logisches Konzept und mathematisches Kalkül. Kurt Teuscher lebte ab 2001 in Selb (Oberfranken), ab 2015 in Hof (Saale).

## Leben
Im Zweiten Weltkrieg war Teuscher Soldat. Er geriet in Kriegsgefangenschaft, aus der er 1948 freikam. Von 1949 bis 1953 studierte er an der Werkkunstschule Wiesbaden und an der Kunstschule Alsterdamm in Hamburg. Von 1954 bis 1981 arbeitete er als Gebrauchsgrafiker in Hamburg, Köln und Frankfurt am Main. Seit 1982 war er als freischaffender Maler in Weilheim, Regensburg und Selb tätig. Nach 60 Jahren Ehe starb seine Frau Inge im Januar 2010.
Er zeigte seine Arbeiten in Einzelausstellungen unter anderem in München, Freising, Narbonne (Frankreich), Regensburg, Pardubice (Tschechien), Selb, Herzogenaurach, Rehau und Hof/Saale.

## Preise und Auszeichnungen
- 1995: Kunstpreis des Landkreises Dillingen

## Arbeiten in Sammlungen und Museen (Auswahl)
Bayerische Staatsgemäldesammlungen, München; Bayernwerk, München; Forum Konkrete Kunst, Erfurt; Museum für Konkrete Kunst Ingolstadt; Museum Modern Art, Hünfeld; Egerländer Kunstgalerie, Marktredwitz; Sparkasse Hochfranken, Hof; P.& B. Haggerty-Museum, Milwaukee, USA; Panstwowe Muzeum Na Majdanku, Lubin, Polen; Museum Mondrian Huis, Amersfoort, Niederlande, Städtische Kunstsammlung Rehau, Kunstsammlung der Stadt Selb, Kunstmuseum Bayreuth. 

## Bibliographie (Auswahl)
- Kunst als Konzept – Konkrete und geometrische Tendenzen seit 1960 im Werk deutscher Künstler aus Ost- und Südosteuropa. Schriften des Museums Ostdeutsche Galerie Regensburg, 1996
- Kurt Teuscher – Autonome Bilder der Konkreten Kunst. Katalog zur Ausstellung in der Galerie 13, Freising, 1996
- Kurt Teuscher – konstruktiv-konkrete Malerei. Katalog zur Ausstellung im Institut für Konstruktive Kunst und Konkrete Poesie, Archiv Eugen Gomringer, Rehau 2003
- aus dem atelier … Kurt Teuscher. Neuerwerbungen des Kunstforums, bearb. von Gerhard Leistner, Kunstforum Ostdeutsche Galerie, Regensburg 2009.